# ブライダ
ブライダ（アラビア語: بريدة）は、サウジアラビアのカスィーム州の都市である。カスィーム州の州都である。アラビア半島のほぼ真ん中に位置し、東のペルシャ湾と西の紅海のどちらからも等距離にある。
ブライダは典型的な砂漠気候であり、暑い夏、寒い冬、低い湿度である。
ブライダにおいては農業が経済基盤であり、伝統的なオアシス農業でレモンやオレンジが栽培されている。現代的な農法で小麦の生産を開始したところである。

## 交通
ナーイフ・アブドゥルアズィーズ王子地方空港（旧名カスィーム地方空港）がある。

## 教育
国立大学としてカスィーム大学が置かれている。

## スポーツ
ブライダを本拠とするサッカークラブには、アル・タアーウンFCとサウジ・アル・ラーイド・クラブがある。